# Gigante de Manio

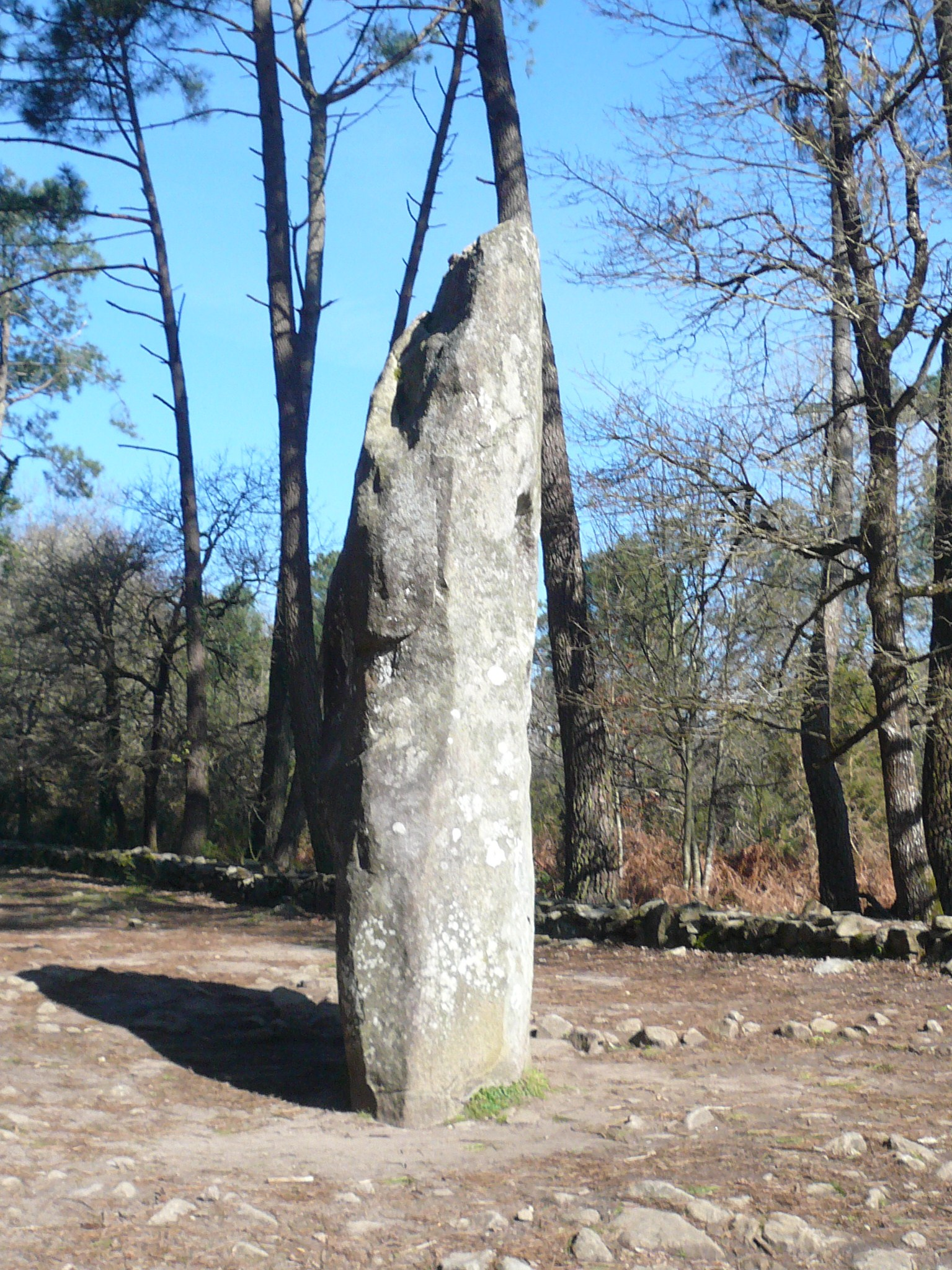
Vista delmenhir

El gigante de Manio es un menhir de 6,5 metros de altura situado en la localidad francesa de Carnac, en el departamento Morbihan de la región de Bretaña. Cerca de este menhir, se puede ver el famoso alineamiento de Kerlescan. El menhir, fue reerigido en 1900, por parte de Zacharie Le Rouzic. También cerca de este menhir se puede ver el rectángulo de Manio, un túmulo de 37 metros de largo en total, y 7 de anchura en el lado oeste por otros 10 en el lado este. El menhir, tiene la forma de un dedo.
- Datos: Q11682090
- Multimedia: Menhir géant du Manio / Q11682090